# Stansstad
Stansstad je obec ve švýcarském kantonu Nidwalden. Leží přibližně 3 kilometry severozápadně od hlavního města kantonu, Stansu. Žije zde přibližně 4 600 obyvatel.

## Geografie
Stansstad leží v úzké části Lucernského jezera, která odděluje jezero Alpnachsee od zbytku jezera. Samotná obec leží na západním úpatí hory Bürgenstock.
Ke Stansstadu patří také čtvrti Obbürgen, Fürigen, Kehrsiten a část Rotzlochu. Kehrsiten leží na jižním břehu Lucernského jezera 3 km východně od Stansstadu. Obbürgen leží na náhorní plošině Bürgenstock přímo východně od obce. Fürigen leží na náhorní plošině východně od obce na severním úbočí Bürgenstocku. Všechny tyto tři obce mají podíl na Bürgenstocku, i když jeho nejvyšší bod patří městu Lucern. Letovisko Bürgenstock je však v obci Stansstad. Rotzloch leží u jezera Alpnach.
Z celkové rozlohy obce lze 33,8 % využít pro zemědělství. Téměř polovinu (49,9 %) pokrývají lesy nebo lesní porosty. Na 14,9 % rozlohy obce se nachází zastavěná plocha a dalších 1,4 % tvoří neproduktivní půda. Zemědělsky je využívána rovina mezi Lucernským jezerem a Stansem a také část Bürgenstocku, i když většina této roviny je zalesněna.

## Historie

Stansstad na konci 19. století

V roce 2003 bylo u Kehrsitenu objeveno první neolitické sídliště na severním okraji Alp z 5.-4. tisíciletí před naším letopočtem. Na Lopperu, na takzvaném Loppburgu, je doloženo neolitické až raně středověké hradiště, nikoli však středověký hrad. Klíčové postavení Stansstadu v dopravní politice pro trasu přes průsmyk Brünig a pro Nidwalden a Engelberg dokládá vrcholně až pozdně středověké opevnění břehů, tzv. palisády, a vytesaná věž. Ta byla postavena ve druhé polovině 13. století jako obranná a obytná věž a je interpretována jako pozůstatek malého hradního komplexu pro správní a reprezentační účely. Jako skladiště nidwaldským venkovanům sloužila také budova Sust kláštera Engelberg ve Stansstadu, který je doložen z roku 1538. Po zničení Stansstadu francouzskou armádou v roce 1798 Nidwalden obnovil Sust společně s Engelbergem. V roce 1979 jej Stansstad získal od kantonu a v letech 1989–1991 jej nechal zrekonstruovat; dnes slouží ke kulturním akcím.

Letecký pohled (1948)

Jako předchůdce politické obce, která existuje od roku 1850, je zde od 13. století doložena tzv. Ürte (místo či sídlo). Kolem roku 1420 se oddělila od družstevní korporace Stans a spojila se s Ürte Kehrsiten a v roce 1480 s Ürte Obbürgen. V roce 1502 je pro Stansstad doložena první kaple svatého Kryštofa. V letech 1942-1943 byl ve Stansstadu postaven farní kostel Svaté rodiny. Ačkoli do roku 1958 patřil Stansstad k farnosti Stans, od té doby je Stansstad samostatnou farností a Obbürgen od roku 1973. Kehrsiten nadále patří k farnosti Stans.
Stansstad zůstal až do 20. století venkovskou rybářskou vesnicí. Rotzloch byl však důležitý pro protoindustrializaci i industrializaci. S otevřením hotelů na Bürgenstocku v roce 1873 se Stansstad rozvinul ve známé lázeňské a turistické středisko. Výstavba prvního mostu Acheregg v roce 1860 přinesla Stansstadu a kantonu Nidwalden napojení na silniční síť Švýcarska.

## Obyvatelstvo

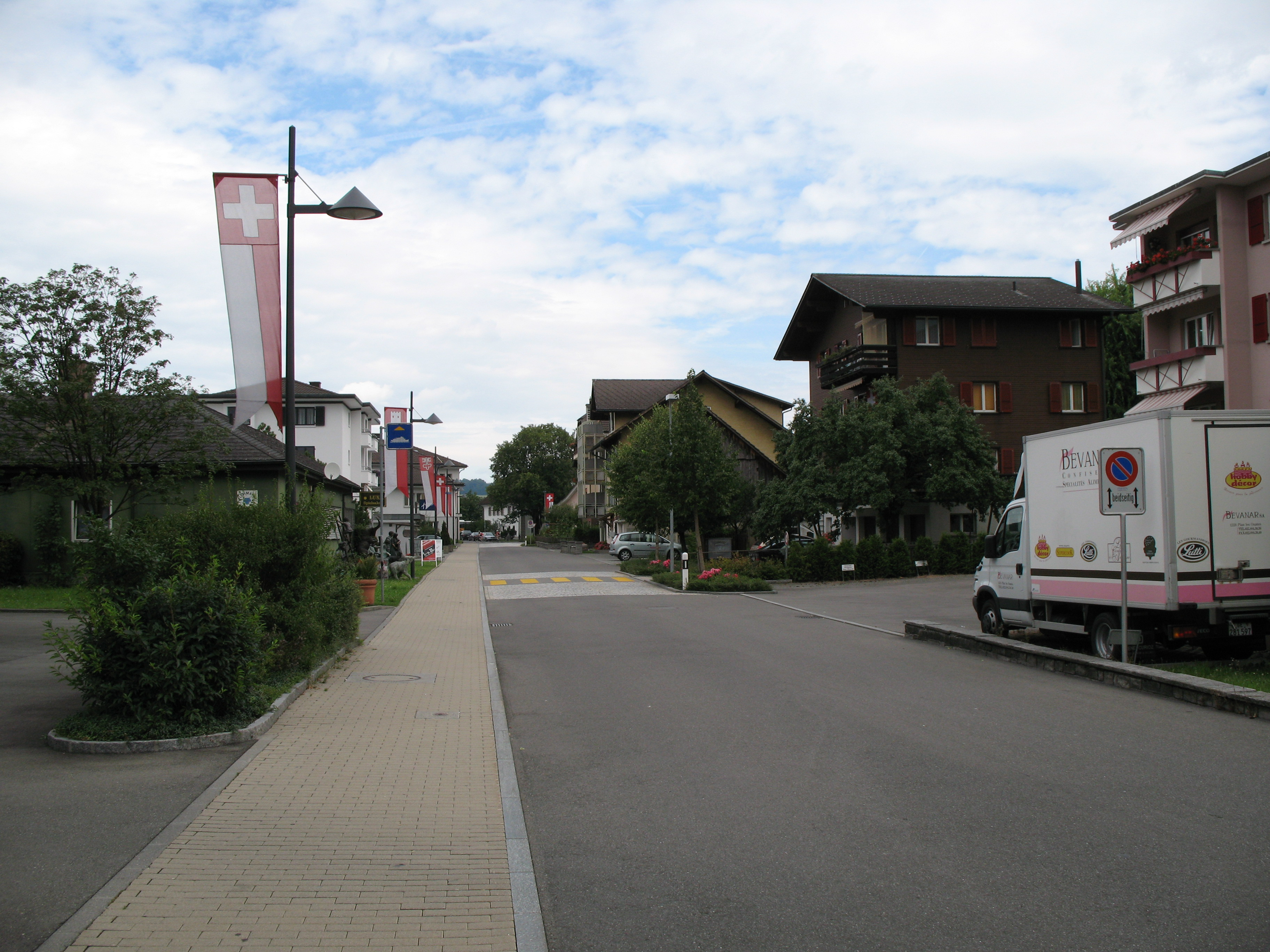
Centrum obce

K 31. prosinci 2021 v obci žilo 4822 obyvatel.

### Vývoj populace
V letech 1850 až 1880 počet obyvatel stagnoval. V letech 1850 až 1900 se zvýšil pouze o 73 osob, tj. o 9,4 %. V první polovině 20. století počet obyvatel - s výjimkou období první světové války - trvale rostl, ale jen pomalu (1900–1950: +54,9 %). To se změnilo se zlepšením dopravní situace (most Acheregg, železniční spojení Hergiswil–Lucern a dálnice A2). Stansstad také masivně snížil daňovou sazbu a stal se daňovým rájem stejně jako sousední obec Hergiswil. To vedlo k silnému růstu počtu obyvatel v letech 1950–1990 (+187 %). V roce 2000 byl počet obyvatel pětkrát vyšší než před 100 lety. Od roku 1990 se růst zpočátku poněkud zpomalil, od roku 2010 počet obyvatel stagnuje.
| Vývoj počtu obyvatel | Vývoj počtu obyvatel | Vývoj počtu obyvatel | Vývoj počtu obyvatel | Vývoj počtu obyvatel | Vývoj počtu obyvatel | Vývoj počtu obyvatel | Vývoj počtu obyvatel | Vývoj počtu obyvatel | Vývoj počtu obyvatel | Vývoj počtu obyvatel | Vývoj počtu obyvatel | Vývoj počtu obyvatel | Vývoj počtu obyvatel | Vývoj počtu obyvatel | Vývoj počtu obyvatel | Vývoj počtu obyvatel | Vývoj počtu obyvatel | Vývoj počtu obyvatel | Vývoj počtu obyvatel |
| -------------------- | -------------------- | -------------------- | -------------------- | -------------------- | -------------------- | -------------------- | -------------------- | -------------------- | -------------------- | -------------------- | -------------------- | -------------------- | -------------------- | -------------------- | -------------------- | -------------------- | -------------------- | -------------------- | -------------------- |
| Rok                  | 1850                 | 1860                 | 1870                 | 1880                 | 1888                 | 1900                 | 1910                 | 1920                 | 1930                 | 1941                 | 1950                 | 1960                 | 1970                 | 1980                 | 1990                 | 2000                 | 2010                 | 2015                 | 2020                 |
| Počet obyvatel       | 778                  | 752                  | 755                  | 760                  | 836                  | 851                  | 925                  | 859                  | 1032                 | 1174                 | 1318                 | 1738                 | 2469                 | 3104                 | 3785                 | 4325                 | 4445                 | 4396                 | 4727                 |

### Jazyky
Téměř všichni obyvatelé mluví německy jako každodenním hovorovým jazykem, avšak silně alemanským dialektem. Vzhledem k přizpůsobení místních obyvatel a četným nově příchozím mluví většina obyvatel smíšeným dialektem lucernské němčiny s příměsí dalších nářečí. Při posledním sčítání lidu v roce 2000 uvedlo 90,1 % obyvatel jako svůj hlavní jazyk němčinu, 2,1 % italštinu a 1,5 % albánštinu.

### Národnostní složení
Z celkového počtu 4822 obyvatel na konci roku 2021 bylo 3860 (80,05 %) švýcarských státních příslušníků. Většina přistěhovalců pochází ze střední Evropy (Německo 306, Rakousko 33, Slovensko 19, Maďarsko 18, Nizozemsko 16 a Česko 12 osob), jižní Evropy (Itálie 124, Portugalsko 95 a Španělsko 18 osob), bývalé Jugoslávie (Bosna a Hercegovina 49 a Kosovo/Kosova 29 osob), Turecka (27 osob), Eritreje (21 osob), Afghánistánu (19 osob), Brazílie (17 osob) a Spojeného království (16 osob). Při sčítání lidu v roce 2000 mělo 3768 osob (87,12 %) švýcarské občanství; z toho 211 osob mělo dvojí občanství.

## Hospodářství
V dřívějších dobách byli hlavními povoláními zemědělci (většinou chov dobytka), sýraři, kapitáni, obchodníci se dřevem a rybáři. Tak tomu bylo až do 19. století. Otočný most přes řeku Acheregg v roce 1860 výrazně snížil počet převozníků. Dnes kromě malých podniků služeb poskytuje pracovní místa továrna na čisticí prostředky, štěrkovna a betonárna, továrna na tvrdý kámen, stavebnictví, pily, železnice a další.

## Doprava

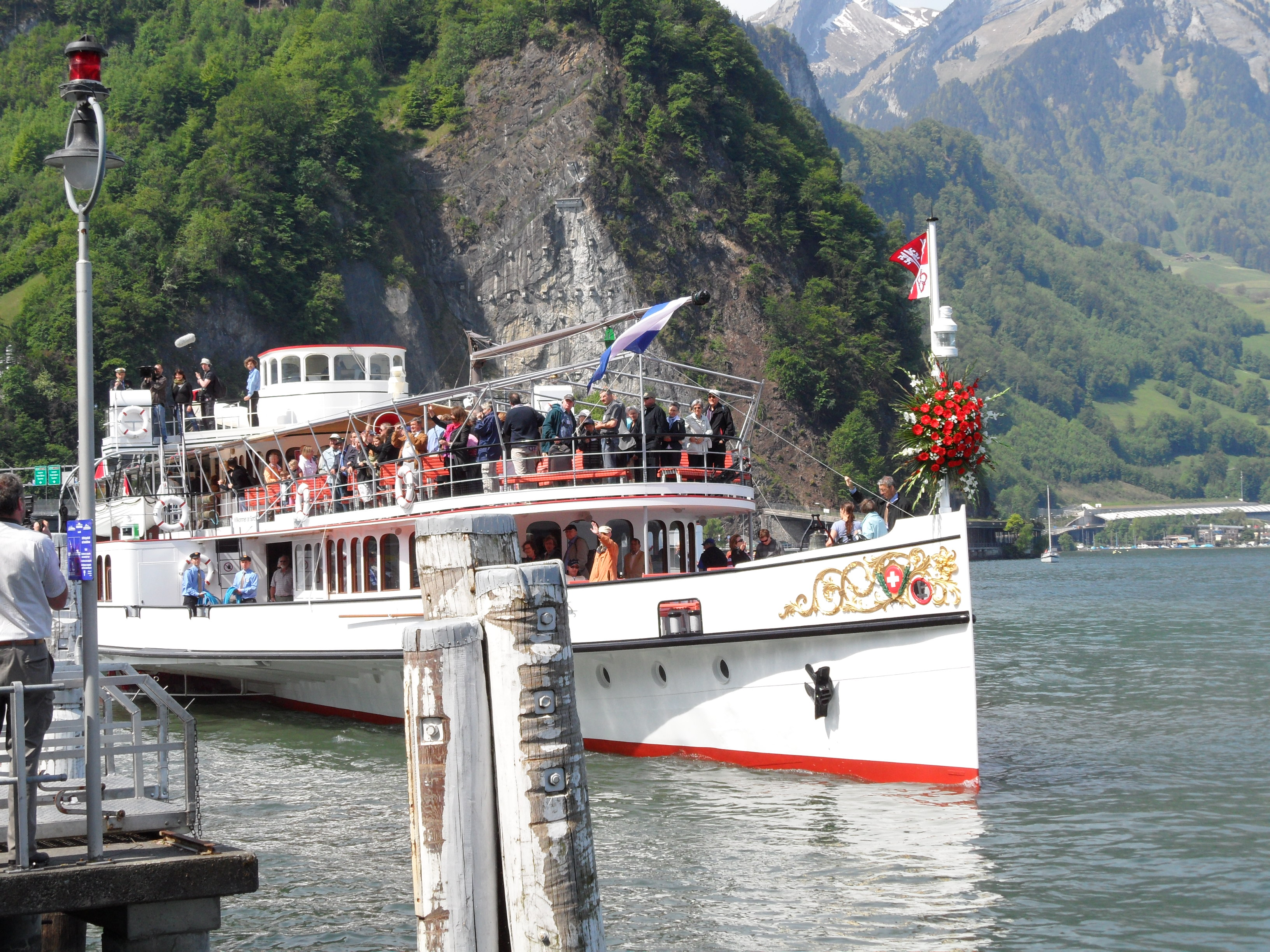
Výletní loď ve Stansstadu

Až do poloviny 19. století se do obce dopravovaly především lodě z Hergiswilu nebo Lucernu pro velké zboží. Po souši vedla mezi Ennetmoosem a Kernsem silnice Allweg. Poté, co byl Stansstad v 60. letech 19. století poprvé zpřístupněn výstavbou otočného mostu Acheregg, došlo k napojení na silnici přes Brünig a tím i na Alpnach a město Lucern. Prvním železničním spojením v údolí Engelberg byla tramvajová trať Stansstad-Stans, která byla otevřena v roce 1893. V roce 1898 byla otevřena elektrifikovaná železnice Stansstad-Engelberg. Přání o spojení směrem na Lucern se splnilo v roce 1964 a od té doby se železniční společnost StEB jmenovala Lucernsko-Stanssko-Engelberská dráha. Od výstavby nového mostu Acheregg a dálnice A2 má Stansstad dobré dopravní spojení. 